# Ліцей з посиленою військово-фізичною підготовкою «Сокіл»
Ліцей з посиленою військово-фізичною підготовкою «Сокіл» — середній навчальний заклад, ліцей з посиленою військово-фізичною підготовкою у Кропивницькому.
Розташування: 25002, Кіровоградська обл., місто Кропивницький, вул. Дворцова, 2

## Історія
Ліцей створений на базі розформованого в 2013 році 50-го окремого навчального загону спеціальної підготовки.

## Керівництво
- в.о. подполковник Зіньковський Олександр Миколайович